# Janocin
Janocin – wieś w Polsce, położona w województwie kujawsko-pomorskim, w powiecie inowrocławskim, w gminie Kruszwica.

## Podział administracyjny

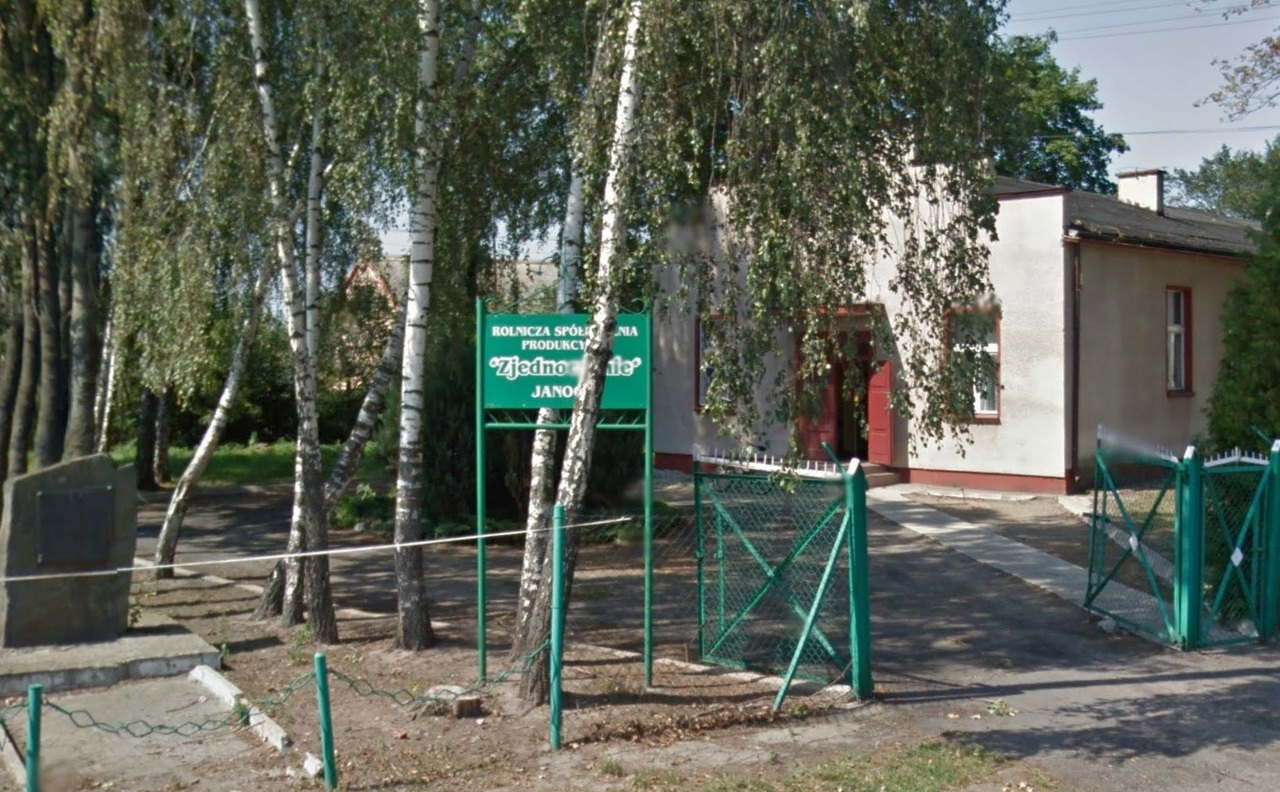
RSP Janocin - biuro

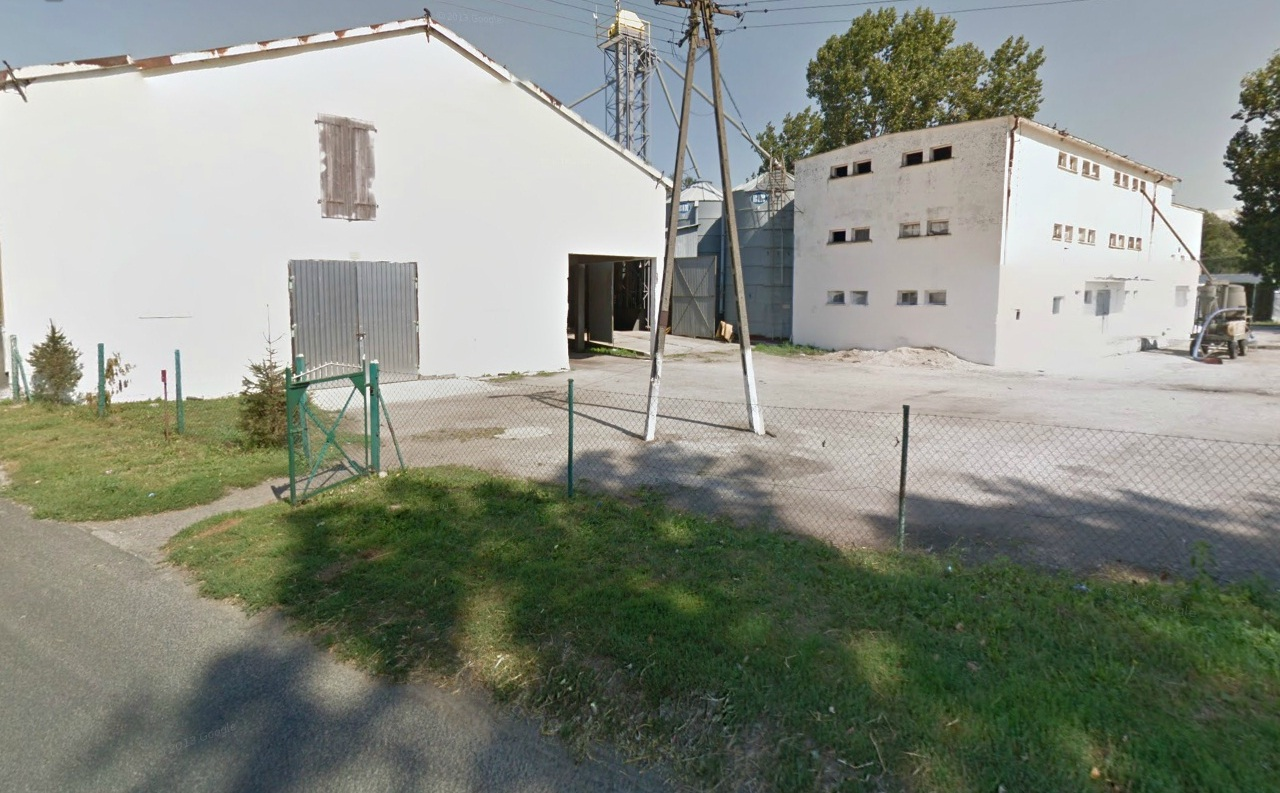
RSP Janocin

W latach 1975–1998 miejscowość administracyjnie należała do województwa bydgoskiego.

## Demografia
Według Narodowego Spisu Powszechnego (III 2011 r.) wieś liczyła 319 mieszkańców. Jest dziewiątą co do wielkości miejscowością gminy Kruszwica.

## Historia
Najstarsza wzmianka o Janocinie (jako Ninocinie) pochodzi z 1422 roku. W XVI w. tereny obecnej wsi Janocin należały do Jakuba Tarnowskiego. Dopiero w XIX w., kiedy osiedliła się tu rodzina Schendeli, wybudowano dwór wraz z zabudową gospodarczą i założono ogród. W 1870 r. właścicielem był A. Mittelstadt, a następnie Otto Naue (1880 r.), oraz jego spadkobiercy. Na terenie wsi znajduje się cmentarz ewangelicki z 1937 roku.

## Zabytki
Według rejestru zabytków NID na listę zabytków wpisany jest park dworski z 2 poł. XIX w., nr rej.: A/284/1 z 11.10.1991.

## Spółdzielnia rolnicza
Na terenie wsi Janocin znajduje się RSP Janocin – Rolnicza spółdzielnia produkcyjna Zjednoczenie, która działa od 1958 roku. W jej produkcji przeważa uprawa ziarna zbożowego, hodowla bydła mlecznego: produkcja i sprzedaż mleka oraz produkcja i sprzedaż mięsa – wędlin.